# Itsequiris
Os itsequiris (itsekiris), xequiris (shekiris), chequiris (Chekiris), ixequiris (ishekiris), ichaquiris (ichakiris), jequiris (jekiris), ijequiris (ijekiris), jecóis (jekois), iuerês (iweres), issequivis (isekivi), 'irobôs (irhobos), uarnes (warns) ou iselema-otus são um povo da África Ocidental que havia o oeste da Nigéria. Falam um dialeto iorubá. Durante o período do comércio atlântico de escravos, o Reino Itsequiri desempenhou um relevante papel, assegurando a obtenção de escravos nos grupos do interior e vendendo-os aos europeus. Hoje a terra natal dos itsequiris foi muito influenciada pela descoberta de petróleo e gás natural.